# Ghassaniden

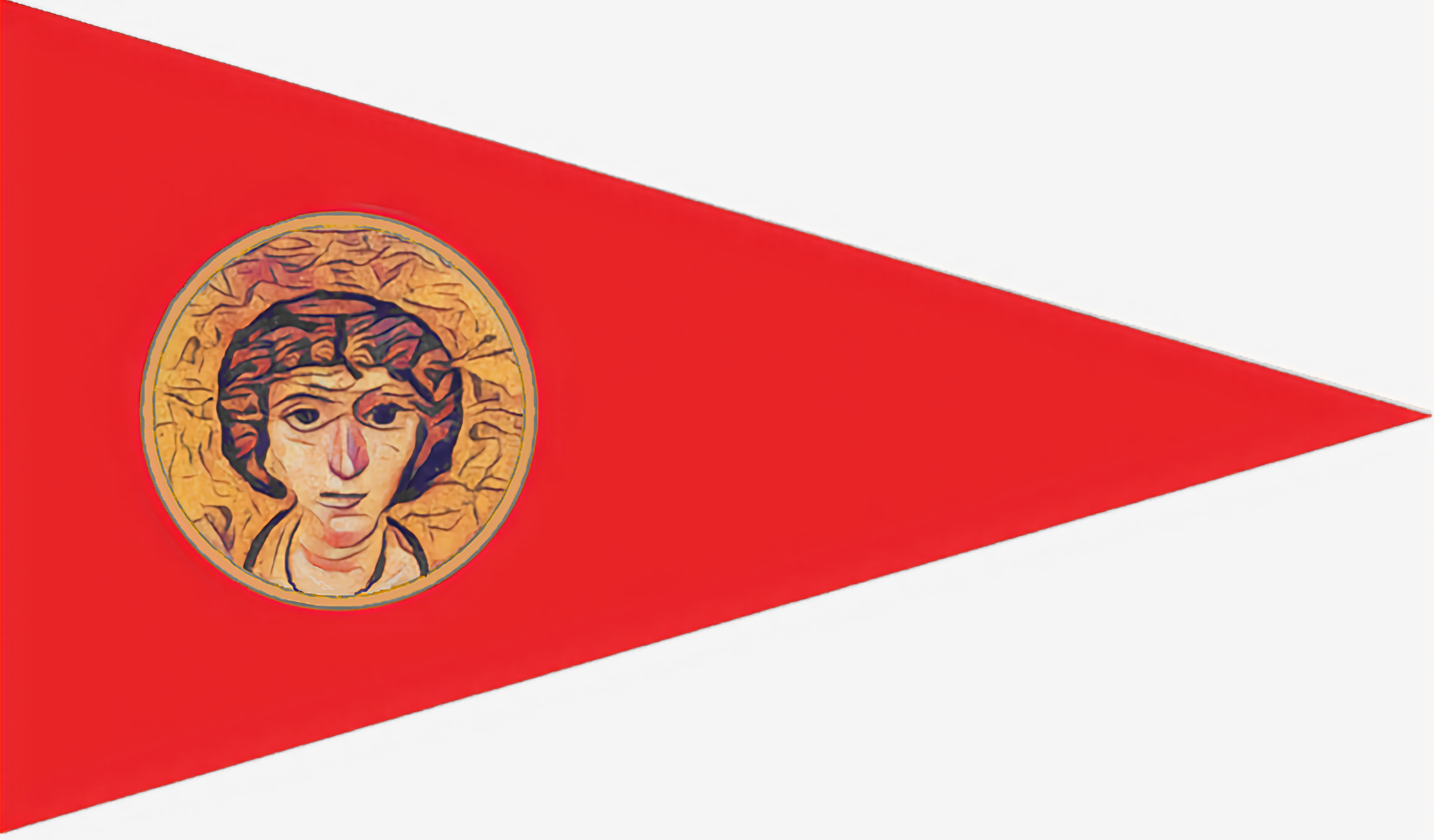
Kriegsbanner des Königreichs der Ghassaniden mit dem Bild des Heiligen Sergius.

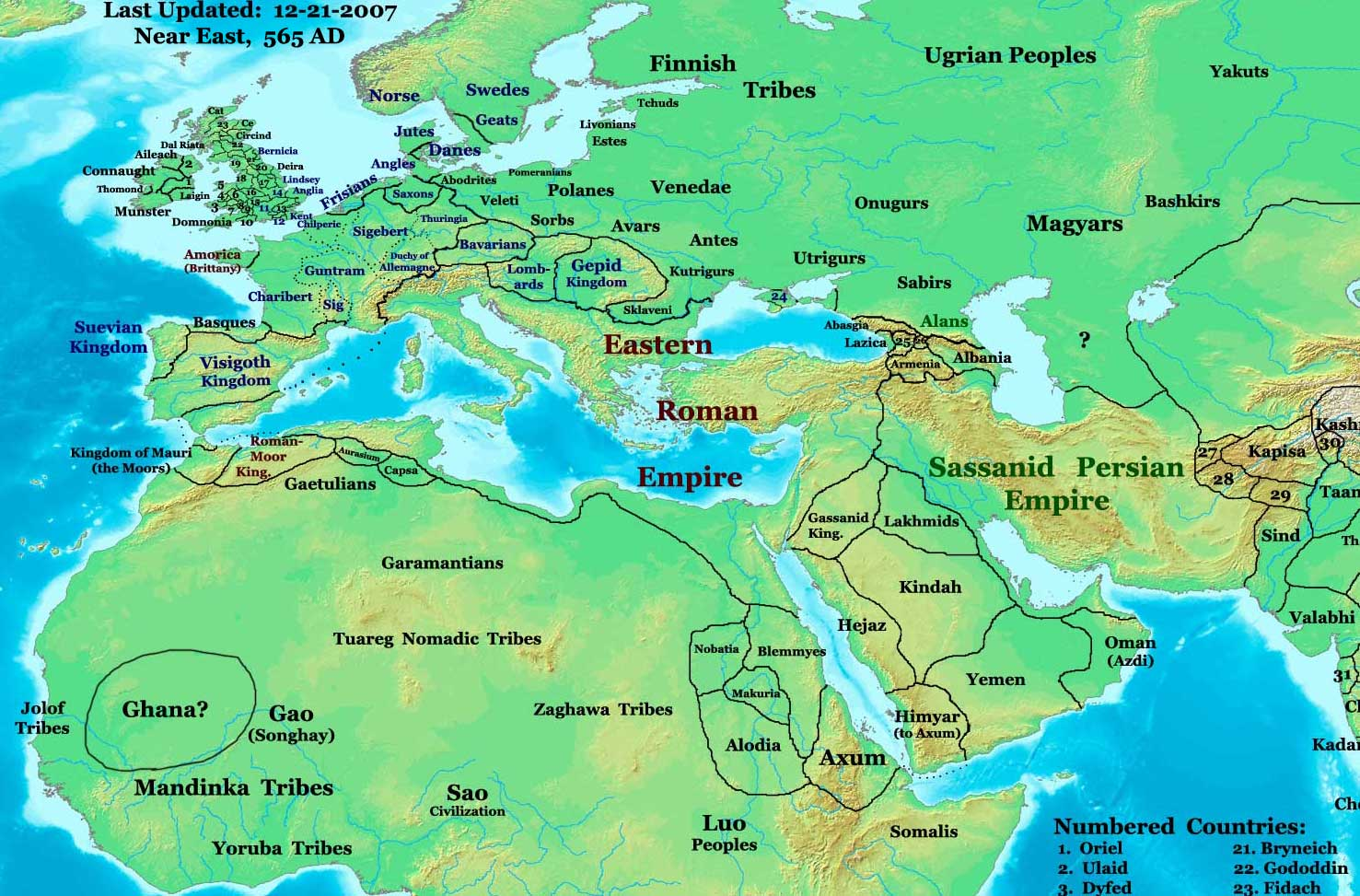
Karte um 565

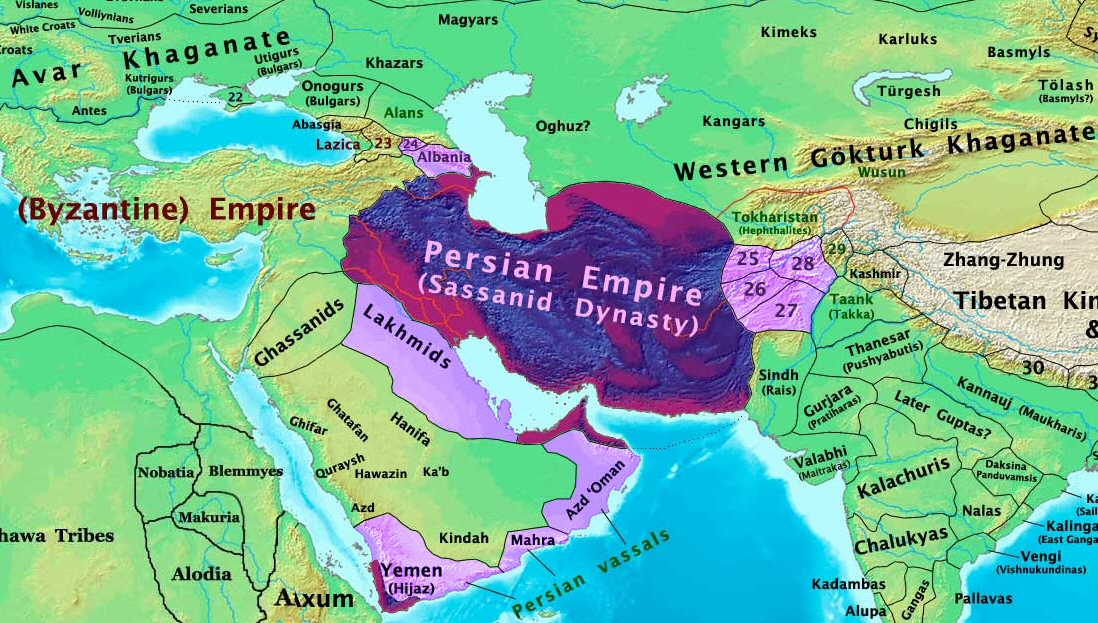
Karte um 600. Zwischen dem Byzantinischen Imperium und dem Persischen Imperium

Die Ghassaniden (arabisch الغساسنة, DMG al-Ġasāsina oder auch arabisch بنو غسان, DMG Banū Ġassān) waren ein arabischer Stammesverband und in der Spätantike ein wichtiger Verbündeter der (Ost-)Römer.
Die Bezeichnung „Ghassaniden“ ist nicht zeitgenössisch belegt, sondern erscheint erst in späteren Quellen (Millar 2010). In der aktuellen Forschung wird zudem zunehmend von Jafniden statt von Ghassaniden gesprochen, da es vor allem diese Dynastie gewesen sei, die der später als Ghassaniden bezeichneten Gruppe Zusammenhalt verliehen habe (Fisher 2011). Das Geschlecht dieser Fürsten stammte aus Südarabien; sie begannen im 3. Jahrhundert n. Chr. mit der Wanderung nach Norden. Der Clan der Jafniden führte seine Abstammung selbst auf Jafna (Dschafna), einen Sohn des berühmten Himyarenkönigs Amr ibn Amir Muzaiqija, zurück. Wohl im 5. Jahrhundert erreichten sie das römische Grenzgebiet. Möglicherweise waren oder wurden sie bereits damals monophysitische Christen. Es scheint zu einem Machtkampf mit den Salīh gekommen sein, die zuvor der mächtigste Clan im arabisch-syrischen Grenzgebiet und die engsten Verbündeten der Römer gewesen waren und die nun offenbar von den Jafniden verdrängt wurden.
Der erste Scheich der Jafniden, der namentlich in den oströmischen Quellen auftaucht (um 498), ist Ǧabala (Djabala, Jabalah; griechisch: Gabalas). Er drang in Palästina ein, wurde aber von den Römern besiegt und schloss um 502 mit Kaiser Anastasius Frieden; die Jafniden und die von ihnen abhängigen Araber wurden zu vertraglich gebundenen Bundesgenossen (foederati bzw. σύμμαχοι) der Oströmer, die sich ihrerseits zu regelmäßigen Geldzahlungen verpflichteten. Ǧabala wurde vom Kaiser zum phylarchos („Stammesführer“) ernannt und vielleicht bereits an die Spitze aller mit den Römern verbündeten Araber gestellt. Nach Ansicht mehrerer Forscher war dies die Voraussetzung dafür, dass sich in der Folgezeit der aus mehreren Stämmen bestehende Verband der „Ghassaniden“ unter Führung der Jafniden konstituieren konnte. Der Aufstieg der Jafniden vollzog sich dabei vor dem Hintergrund der 502 erneut ausgebrochenen Kriege zwischen Römern und Persern.
Ǧabalas Sohn war al-Ḥāriṯ ibn Ǧabala (griechisch: Arethas, 529–569), der berühmteste Ghassanidenfürst. Nachdem 526 erneut ein Krieg zwischen Ostrom und den persischen Sassaniden ausgebrochen war, ernannte Kaiser Justinian ihn um 530 zum „König“ (βασιλεύς). Er kämpfte gegen die Perser und deren arabische Verbündete, die Lachmiden, und nahm 531 unter Belisar an der Schlacht von Callinicum (Kallinikon) teil. Der Kaiser zeichnete ihn dafür mit dem hohen Titel eines patricius aus. 540 waren Konflikte zwischen Ghassaniden und Lachmiden ein Auslöser für einen erneuten Krieg zwischen Römern und Persern. 554 errangen die Ghassaniden einen bedeutenden Sieg über die Lachmiden, deren Scheich Al-Munḏhir fiel, angeblich von Arethas eigenhändig getötet. Kirchenpolitisch setzte er sich ebenso wie seine Nachfolger für den Monophysitismus ein, was aber aus politischen Gründen vom Kaiser geduldet wurde. Sein Sohn al-Munḏhir ibn al-Ḥāriṯ (griechisch Alamundaros, 569–582) war militärisch ebenfalls erfolgreich. Im Zusammenhang mit dem Ausbruch eines weiteren römisch-persischen Krieges kam es allerdings 572 zu Spannungen zwischen ihm und dem kaiserlichen Hof, so dass Justin II. seine Ermordung in Auftrag gegeben haben soll; der Anschlag scheiterte aber. 575 kam es zu einer kurzzeitigen Versöhnung zwischen Römern und Ghassaniden. Doch nachdem Alamundaros 582 von den Oströmern wegen eines Verdachts auf Verrat an ihren Interessen schließlich doch abgesetzt und nach Sizilien verbannt worden war, begann der Zerfall des Verbandes in mehrere Fürstentümer. Zwar wurde unter Kaiser Heraclius (610–641) die Phylarchie der Ghassaniden restauriert, doch war die oströmische Grenzverteidigung auf der arabischen Halbinsel erheblich geschwächt und brach nach 634 unter dem Ansturm der Muslime zusammen. Angeblich lief ein Teil der Ghassaniden in der entscheidenden Schlacht am Jarmuk 636 zu den Muslimen über; ein erheblicher Teil der mit Ostrom verbündeten Araber scheint dem Kaiser aber treu geblieben zu sein und nach der Niederlage ihre Heimat verlassen zu haben.

## Königsliste der Jafniden
Die Historizität der jafnidischen Fürsten vor dem späten 5. Jahrhundert ist nicht gesichert.
1. Dschafnah I. ibn Amr (220–265)
2. Amr I. ibn Dschafnah (265–270)
3. Tha'labah ibn Amr (270–287)

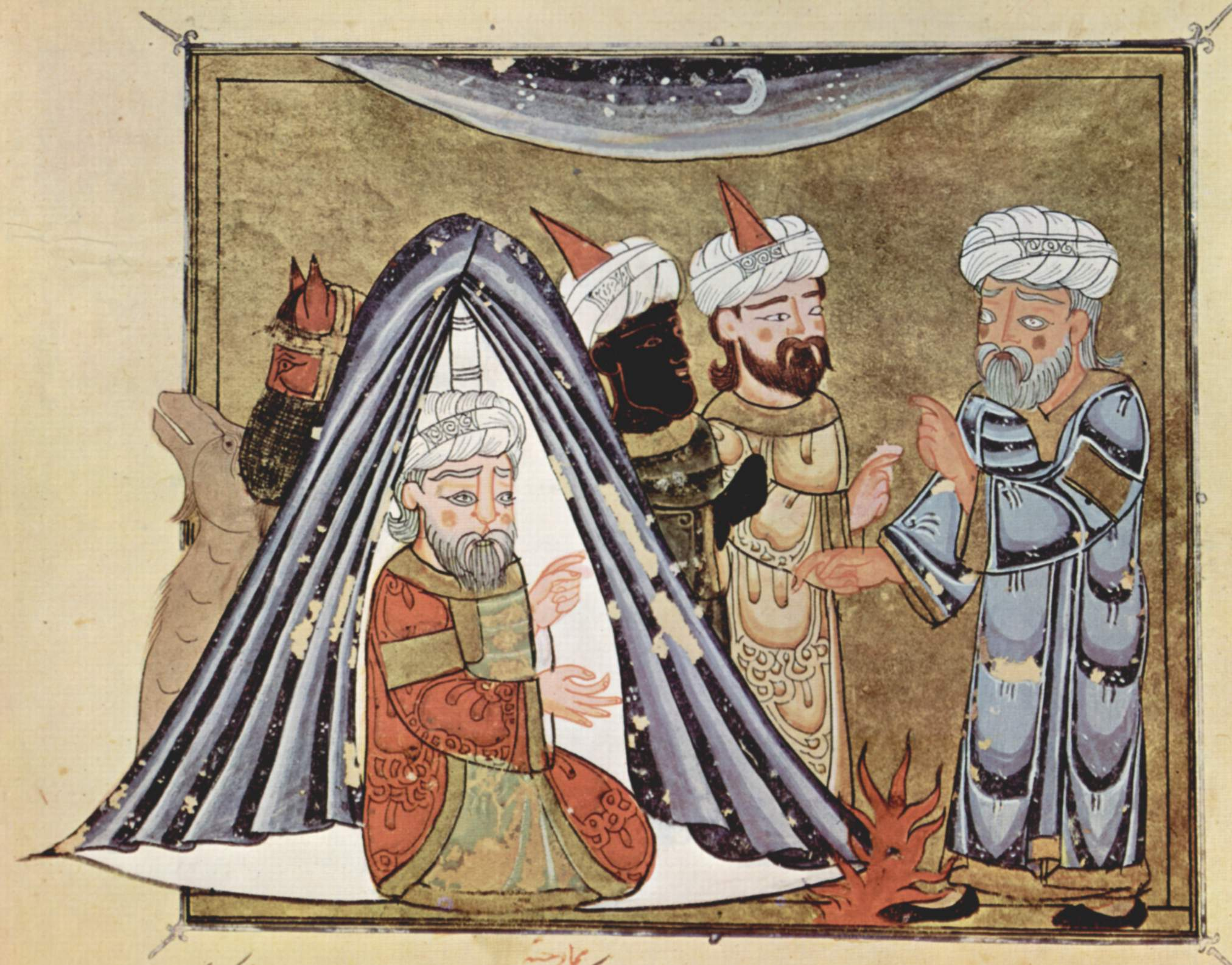
König Al-Harith/Arethas der Ghassaniden Illustration im Makamen des Hariri, 1334.

4. al-Harith I. ibn Thalabah (287–307)
5. Dschabalah I. ibn al-Harith I (307–317)
6. al-Harith II. ibn Dschabalah „Ibn Maria“ (317–327)
7. al-Mundhir I. Senior ibn al-Harith II. (327–330) mit ...
8. al-Aiham ibn al-Harith II. (327–330) und ...
9. al-Mundhir II. Junior ibn al-Harith II. (327–340) und ...
10. an-Nuʿman I. ibn al-Harith II. (327–342) und ...
11. Amr II. ibn al-Harith II. (330–356) und ...
12. Dschabalah II. ibn al-Harith II. (327–361)
13. Dschafnah II. ibn al-Mundhir I. (361–391) mit ...
14. an-Nuʿman II. ibn al-Mundhir I. (361-362)
15. an-Nuʿman III. ibn Amr ibn al-Mundhir I. (391–418)
16. Dschabalah III. ibn an-Nuʿman (418–434)
17. an-Nuʿman IV. ibn al-Aiham (434–455) mit ...
18. al-Harith III. ibn al-Aiham (434–456) und ...
19. an-Nuʿman V. ibn al-Harith (434–453)
20. al-Mundhir II. ibn an-Nuʿman (453–472) mit ...
21. Amr III. ibn an-Nuʿman (453–486) und ...
22. Hidschr ibn an-Nuʿman (453–465)
23. al-Harith IV. ibn Hidschr (486–512)
24. Dschabalah IV. ibn al-Harith (512–529)
25. al-Amr IV. ibn Machi (529)
26. al-Harith V. ibn Dschabalah (529–569)
27. al-Mundhir III. ibn al-Harith (569–581) mit ...
28. Abu Kirab an-Nuʿman ibn al-Harith (570–582)
29. an-Nuʿman VI. ibn al-Mundhir (582–583)
30. al-Harith VI. ibn al-Harith (583)
31. an-Nuʿman VII. ibn al-Harith Abu Kirab (583–?)
32. al-Aiham ibn Dschabalah (?–614)
33. al-Mundhir IV. ibn Dschabalah (614–?)
34. Scharahil ibn Dschabalah (?–618)
35. Amr IV. ibn Dschabalah (618–628)
36. Dschabalah V. ibn al-Harith (628–632)
37. Dschabalah VI. ibn al-Aiham (632–638)